# Leichtathletik-Halleneuropameisterschaften 2021
| Medaillenspiegel (Endstand nach 26 Entscheidungen) | Medaillenspiegel (Endstand nach 26 Entscheidungen) | Medaillenspiegel (Endstand nach 26 Entscheidungen) | Medaillenspiegel (Endstand nach 26 Entscheidungen) | Medaillenspiegel (Endstand nach 26 Entscheidungen) | Medaillenspiegel (Endstand nach 26 Entscheidungen) |
| Platz                                              | Nation                                             | Gold                                               | Silber                                             | Bronze                                             | Gesamt                                             |
| -------------------------------------------------- | -------------------------------------------------- | -------------------------------------------------- | -------------------------------------------------- | -------------------------------------------------- | -------------------------------------------------- |
| 01                                                 | Niederlande                                        | 4                                                  | 1                                                  | 2                                                  | 7                                                  |
| 02                                                 | Portugal                                           | 3                                                  | 0                                                  | 0                                                  | 3                                                  |
| 03                                                 | Großbritannien                                     | 2                                                  | 4                                                  | 6                                                  | 12                                                 |
| 04                                                 | Belgien                                            | 2                                                  | 2                                                  | 1                                                  | 5                                                  |
| 05                                                 | Frankreich                                         | 2                                                  | 2                                                  | 0                                                  | 4                                                  |
| 06                                                 | Ukraine                                            | 2                                                  | 1                                                  | 0                                                  | 3                                                  |
| 07                                                 | Norwegen                                           | 2                                                  | 0                                                  | 0                                                  | 2                                                  |
| 07                                                 | Schweiz                                            | 2                                                  | 0                                                  | 0                                                  | 2                                                  |
| 0 9                                                | Polen                                              | 1                                                  | 5                                                  | 4                                                  | 10                                                 |
| 010                                                | Spanien                                            | 1                                                  | 2                                                  | 2                                                  | 5                                                  |
| ...                                                |                                                    |                                                    |                                                    |                                                    |                                                    |
| 0 16                                               | Deutschland                                        | 0                                                  | 2                                                  | 4                                                  | 6                                                  |
| ...                                                |                                                    |                                                    |                                                    |                                                    |                                                    |
| Total                                              | Total                                              | 26                                                 | 26                                                 | 27                                                 | 79                                                 |
| Vollständiger Medaillenspiegel                     |                                                    |                                                    |                                                    |                                                    |                                                    |

Die 36. Leichtathletik-Halleneuropameisterschaften fanden vom 4. bis 7. März 2021 in der polnischen Stadt Toruń statt. Wettkampfstätte war die Arena Toruń. Am Abend des 4. März wurde nach der Eröffnungszeremonie eine verkürzte Qualifikationssession in der Arena durchgeführt. Da aufgrund der COVID-19-Pandemie viele bedeutende Wettbewerbe im Jahr 2020 abgesagt werden mussten, waren alle Leistungsnachweise ab dem 1. Mai 2019 gültig. Die Finals bei den Sprung- und Wurfdisziplinen waren nicht wie üblich auf zwölf, sondern nur auf maximal acht Personen limitiert, mit Ausnahme des Stabhochsprungs der Frauen, der ohne Qualifikation mit zehn Springerinnen ausgetragen wurde.
Wegen der anhaltenden COVID-19-Pandemie waren aus Sicherheitsgründen bei diesen Halleneuropameisterschaften keine Zuschauer im Stadion zugelassen.

## Teilnehmer
733 Athletinnen und Athleten (328 Frauen und 405 Männer) aus 46 Nationen und dem Flüchtlingsteam (ART) wurden gemeldet, von denen 682 (312 Frauen und 370 Männer) aus 45 Nationen und ein Sportler im ART teilnahmen.
Island hatte zurückgezogen. Da die Isländer Kolbeinn Hödur Gunnarsson und Guðbjörg Jóna Bjarnadóttir die EM-Norm für den 60-Meter-Lauf nicht erreicht hatten, und nur durch eine Ausnahmegenehmigung ein Startrecht bekamen, wurde jedoch als die Reise anstand entschieden, dass das beste Ergebnis darin bestehen würde, die Einladung zur Europameisterschaft nicht anzunehmen.

### SARS-CoV-2-Infektionen
Wenige Tage nach Beendigung der Meisterschaften wurden 51 Fälle von SARS-CoV-2-Infektionen unter den teilnehmenden Athletinnen und Athleten bekannt.
Nach der Rückreise hatte es im deutschen Team zumindest sieben positive Fälle gegeben, wobei die Testresultate des deutschen Teams vor der Anreise in Torun, Check-In in Torun und vor der Abreise aus Torun negativ waren.
Neun britische, acht niederländische, fünf französische, vier ukrainische, jeweils ein Teammitglied aus Polen, Österreich und Irland sowie 15 italienische Athleten und Athletinnen sollen sich infiziert haben.
Der Europäische Leichtathletikverband European Athletics (EAA) gab am 19. März 2021 in einer umfangreichen Stellungnahme bekannt, dass seiner Untersuchung zufolge alle bis dato gemeldeten positiven Fälle auf zwei Hotels zurückzuführen sind, in denen die betroffenen Teams übernachteten, obwohl nicht alle Teams, die in diesen Hotels wohnten, positive Fälle gemeldet haben, und es keine positiven Fälle von Mitgliedsverbänden oder Veranstaltungspersonal, Offiziellen, Freiwilligen oder Gästen, die in den anderen Hotels übernachteten, gemeldet wurden. EAA wies darauf hin, dass in Zusammenarbeit mit dem lokalen Organisationskomitee und den polnischen Gesundheitsbehörden ein strenges medizinisches und sanitäres Protokoll für die Halleneuropameisterschaften erstellt worden war. Dies umfasste einen PCR-Test vor der Reise, einen LAMP-Test bei der Ankunft in Polen, mit einem bestätigenden PCR-Test, falls aufgrund eines positiven Ergebnisses erforderlich, dann während der Meisterschaften einen weiteren LAMP-Test ab dem fünften Tag und schließlich einen PCR-Test für die meisten Länder, um die Reiseanforderungen einzuhalten. Alle Athleten, plus alle Mitarbeiter der Mitgliedsverbände, Gäste, Freiwillige, technische Lieferanten und Veranstaltungspersonal, insgesamt 1.920 Personen, seien nach diesem Protokoll getestet worden. Darüber hinaus seien vom EAA jedem Mitgliedsverband Hygienevorschriften mitgeteilt worden, die das Tragen eines Mundschutzes, das Abstandhalten und das Waschen und Desinfizieren der Hände vorschrieben, einschließlich der Notwendigkeit einer sofortigen Isolierung und Quarantäne im Falle verdächtiger Symptome oder eines positiven Testergebnisses vorschrieben, wobei die Einhaltung dieser Regeln in der Verantwortung jedes einzelnen Teilnehmers der Veranstaltung lag. Die Untersuchung habe aber auch aufgedeckt, dass das Hygieneprotokoll, das auch in den Mannschaftshotels hätte eingehalten werden müssen, nicht immer vollständig respektiert wurde und so zum Beispiel das obligatorische Tragen von Masken zu allen Zeiten, außer zu den Essenszeiten und während der Wettkämpfe, in einigen Hotels nicht respektiert wurde, was insbesondere am Abend des Wettkampfendes und vor der Heimreise vieler Teams der Fall war.

## Teilnehmende Nationen
Insgesamt nahmen 682 Athleten (312 Frauen und 370 Männer) aus 45 Nationen und ein Sportler im Flüchtlingsteam teil. Gemeldet worden waren 733 (328 Frauen und 405 Männer) aus 46 Nationen und dem Flüchtlingsteam, das waren rund 100 gemeldete Teilnehmerinnen und Teilnehmer mehr als zu den Halleneuropameisterschaften 2019 in Glasgow. Die russische Mannschaft war aufgrund der dortigen Dopingproblematik von der Teilnahme weiterhin ausgeschlossen.
| - Albanien (2) - Andorra (1) - Armenien (2) - Aserbaidschan (1) - Athlete Refugee Team (1) - Belgien (30) - Bosnien und Herzegowina (3) - Bulgarien (7) - Dänemark (15) - Deutschland (48) - Estland (7) - Finnland (19) | - Frankreich (26) - Georgien (3) - Griechenland (19) - Irland (23) - Israel (2) - Italien (44) - Kosovo (1) - Kroatien (4) - Lettland (2) - Litauen (9) - Luxemburg (3) - Malta (1) | - Nordmazedonien (1) - Montenegro (2) - Niederlande (35) - Norwegen (12) - Österreich (7) - Polen (42) - Portugal (16) - Rumänien (15) - San Marino (1) - Schweden (29) - Schweiz (23) - Serbien (8) | - Slowakei (7) - Slowenien (14) - Spanien (36) - Tschechien (23) - Türkei (13) - Ukraine (32) - Ungarn (21) - Vereinigtes Königreich (46) - Belarus (22) - Zypern (3) |

## Bewerberstädte
Am 27. April 2018 wählte das Council des Europäischen Leichtathletikverbandes (EAA) in Berlin den Austragungsort. Zur Abstimmung standen die Bewerbungen von Toruń und der niederländischen Stadt Apeldoorn. Beide Städte unterlagen Glasgow bei der Wahl um die Leichtathletik-Halleneuropameisterschaften 2019. Toruń setzte sich mit 11:4 Stimmen gegen Apeldoorn durch. Nach den Halleneuropameisterschaften 1975 in Kattowitz finden die Meisterschaften wieder in Polen statt.

## Ergebnisse Frauen

### 60 m
| Platz | Athletin               | Land | Zeit (s)   |
| ----- | ---------------------- | ---- | ---------- |
| 1     | Ajla Del Ponte         | SUI  | 7,03 WL NR |
| 2     | Lotta Kemppinen        | FIN  | 7,22       |
| 3     | Jamile Samuel          | NED  | 7,22 SB    |
| 4     | Orlann Ombissa-Dzangue | FRA  | 7,23       |
| 5     | Maja Mihalinec Zidar   | SLO  | 7,26       |
| 6     | Carolle Zahi           | FRA  | 7,26       |
| 7     | Jennifer Montag        | GER  | 7,29       |
| 8     | Claudia Payton         | SWE  | 7,32       |

Halleneuropameisterin 2019:  Ewa Swoboda (7,09 s)
In den Vorläufen ausgeschieden u. a.:  Yasmin Kwadwo (Fehlstart)

### 400 m
| Platz | Athletin               | Land | Zeit (s)    |
| ----- | ---------------------- | ---- | ----------- |
| 1     | Femke Bol              | NED  | 50,63 EL NR |
| 2     | Justyna Święty-Ersetic | POL  | 51,41       |
| 3     | Jodie Williams         | GBR  | 51,73 PB    |
| 4     | Phil Healy             | IRL  | 51,94 PB    |
| 5     | Lieke Klaver           | NED  | 52,03       |
| 6     | Andrea Miklós          | ROM  | 52,10       |

Halleneuropameisterin 2019:  Léa Sprunger (51,61 s)
 Justyna Święty-Ersetic stellte im Halbfinale mit 51,34 s einen neuen Landesrekord auf.
Im Halbfinale ausgeschieden u. a.:  Léa Sprunger (52,64 s)
In den Vorläufen ausgeschieden u. a.:  Laura Müller (53,03 s),  Corinna Schwab (53,06 s),  Susanne Walli (53,41 s)

### 800 m
| Platz | Athletin          | Land | Zeit (min) |
| ----- | ----------------- | ---- | ---------- |
| 1     | Keely Hodgkinson  | GBR  | 2:03,88    |
| 2     | Joanna Jóźwik     | POL  | 2:04,00    |
| 3     | Angelika Cichocka | POL  | 2:04,15    |
| 4     | Ellie Baker       | GBR  | 2:04,40    |
| 5     | Lore Hoffmann     | SUI  | 2:04,84    |
| 6     | Isabelle Boffey   | GBR  | 2:07,26    |

Halleneuropameisterin 2019:  Shelayna Oskan-Clarke (2:02,58 min)
Im Halbfinale ausgeschieden u. a.:  Christina Hering (2:03,67 min),  Tanja Spill (2:04,43 min),  Selina Rutz-Büchel (2:07,47 min)
In den Vorläufen ausgeschieden u. a.:  Katharina Trost (2:06,89 min),  Delia Sclabas (2:06,35 min)

### 1500 m
| Platz | Athletin              | Land | Zeit (min) |
| ----- | --------------------- | ---- | ---------- |
| 1     | Elise Vanderelst      | BEL  | 4:18,44    |
| 2     | Holly Archer          | GBR  | 4:19,91    |
| 3     | Hanna Klein           | GER  | 4:20,07    |
| 4     | Marta Pérez           | ESP  | 4:20,39    |
| 5     | Esther Guerrero       | ESP  | 4:20,45    |
| 6     | Katie Snowden         | GBR  | 4:21,81    |
| 7     | Darja Baryssewitsch   | BLR  | 4:22,98    |
| 8     | Gesa Felicitas Krause | GER  | 4:24,26    |
| –     | Águeda Marqués        | ESP  | DSQ        |

Halleneuropameisterin 2019:  Laura Muir (4:05,92 min)
Nicht im Finale u. a.:  Caterina Granz (4:13,53 min; Platz 3 im Vorlauf)

### 3000 m
| Platz | Athletin                | Land | Zeit (min) |
| ----- | ----------------------- | ---- | ---------- |
| 1     | Amy-Eloise Markovc      | GBR  | 8:46,43 PB |
| 2     | Alice Finot             | FRA  | 8:46,54 PB |
| 3     | Verity Ockenden         | GBR  | 8:46,60 PB |
| 4     | Meraf Bahta             | SWE  | 8:48,78 SB |
| 5     | Amelia Quirk            | GBR  | 8:48,82 PB |
| 6     | Selamawit Bayoulgn      | ISR  | 8:49,13    |
| 7     | Elena Burkard           | GER  | 8:51,09 PB |
| 8     | Lucía Rodríguez         | ESP  | 8:53,90 PB |
| 9     | Natalija Strebkowa      | UKR  | 8:54,18 PB |
| 10    | Viktória Wagner-Gyürkés | HUN  | 9:02,81    |
| 11    | Mariana Machado         | POR  | 9:19,61    |
| –     | Maureen Koster          | NED  | DNF        |

Halleneuropameisterin 2019:  Laura Muir (8:30,61 min)
 Alberte Kjær Pedersen stellte im Vorlauf mit 9:00,80 min einen neuen Landesrekord auf.
Nicht im Finale u. a.:  Lea Meyer (9:05,13 min; Platz 7 im Vorlauf)
Im Vorlauf disqualifiziert wegen Verlassens der Laufbahn:  Maruša Mišmaš Zrimšek,  Jip Vastenburg

### 60 m Hürden
| Platz | Athletin          | Land | Zeit (s) |
| ----- | ----------------- | ---- | -------- |
| 1     | Nadine Visser     | NED  | 7,77 WL  |
| 2     | Cindy Sember      | GBR  | 7,89     |
| 3     | Tiffany Porter    | GBR  | 7,92     |
| 4     | Nooralotta Neziri | FIN  | 7,93     |
| 5     | Pia Skrzyszowska  | POL  | 7,95     |
| 6     | Luminosa Bogliolo | ITA  | 7,99     |
| 7     | Zoë Sedney        | NED  | 8,00     |
| 8     | Luca Kozák        | HUN  | 8,01     |

Halleneuropameisterin 2019:  Nadine Visser (7,87 s)
 Ditaji Kambundji stellte im Vorlauf mit 8,05 s eine neue europäische U20-Jahresbestleistung auf.
In den Vorläufen ausgeschieden u. a.:  Selina von Jackowski (8,36 s)

### 4 × 400 m Staffel
| Platz | Land                   | Athletin                                                                          | Zeit (min)    |
| ----- | ---------------------- | --------------------------------------------------------------------------------- | ------------- |
| 1     | Niederlande            | Lieke Klaver Marit Dopheide Lisanne de Witte Femke Bol                            | 3:27,15 CR NR |
| 2     | Vereinigtes Königreich | Zoey Clark Jodie Williams Ama Pipi Jessie Knight                                  | 3:28,20       |
| 3     | Polen                  | Natalia Kaczmarek Małgorzata Hołub-Kowalik Kornelia Lesiewicz Aleksandra Gaworska | 3:29,94       |
| 4     | Italien                | Rebecca Borga Alice Mangione Eleonora Marchiando Eloisa Coiro                     | 3:30,32 NR    |
| 5     | Ukraine                | Wiktorija Tkatschuk Anastassija Bryshina Kateryna Klymjuk Hanna Ryschykowa        | 3:30,38 NR    |
| 6     | Deutschland            | Corinna Schwab Laura Müller Brenda Cataria-Byll Ruth Sophia Spelmeyer-Preuß       | 3:31,47       |

Halleneuropameister 2019:  Polen (3:28,77 min; Anna Kiełbasińska, Iga Baumgart-Witan, Małgorzata Hołub-Kowalik, Justyna Święty-Ersetic)

### Hochsprung
| Platz | Athletin              | Land | Höhe (m) |
| ----- | --------------------- | ---- | -------- |
| 1     | Jaroslawa Mahutschich | UKR  | 2,00     |
| 2     | Iryna Heraschtschenko | UKR  | 1,98 PB  |
| 3     | Ella Junnila          | FIN  | 1,96 NR  |
| 4     | Julija Lewtschenko    | UKR  | 1,94     |
| 5     | Daniela Stanciu       | ROM  | 1,92 SB  |
| 6     | Alessia Trost         | ITA  | 1,92     |
| 7     | Marija Vuković        | MNE  | 1,92     |
| 8     | Emily Borthwick       | GBR  | 1,85     |

Halleneuropameisterin 2019:  Marija Lassizkene (2,01 m)

### Stabhochsprung
| Platz | Athletin             | Land | Höhe (m) |
| ----- | -------------------- | ---- | -------- |
| 1     | Angelica Moser       | SUI  | 4,75 PB  |
| 2     | Tina Šutej           | SLO  | 4,70 SB  |
| 3     | Holly Bradshaw       | GBR  | 4,65     |
| 3     | Iryna Schuk          | BLR  | 4,65     |
| 5     | Eleni-Klaoudia Polak | GRE  | 4,65     |
| 6     | Wilma Murto          | FIN  | 4,55 SB  |
| 7     | Jana Hladijtschuk    | UKR  | 4,45     |
| 7     | Fanny Smets          | BEL  | 4,45     |

Halleneuropameisterin 2019:  Anschelika Sidorowa (4,85 m)

### Weitsprung
| Platz | Athletin                      | Land | Weite (m) |
| ----- | ----------------------------- | ---- | --------- |
| 1     | Maryna Bech-Romantschuk       | UKR  | 6,92 WL   |
| 2     | Malaika Mihambo               | GER  | 6,88 SB   |
| 3     | Khaddi Sagnia                 | SWE  | 6,75      |
| 4     | Nastassja Mirontschyk-Iwanowa | BLR  | 6,72      |
| 5     | Larissa Iapichino             | ITA  | 6,59      |
| 6     | Laura Strati                  | ITA  | 6,57      |
| 7     | Fátima Diame                  | ESP  | 6,47      |
| 8     | Florentina Iușco              | ROM  | 6,38      |

Halleneuropameisterin 2019:  Ivana Španović (6,99 m)
Nicht im Finale u. a.:  Merle Homeier (6,50 m),  Maryse Luzolo (6,48 m) (Platz 11 und 12 in der Qualifikation)

### Dreisprung
| Platz | Athletin               | Land | Weite (m) |
| ----- | ---------------------- | ---- | --------- |
| 1     | Patrícia Mamona        | POR  | 14,53 NR  |
| 2     | Ana Peleteiro          | ESP  | 14,52 SB  |
| 3     | Neele Eckhardt-Noack   | GER  | 14,52 PB  |
| 4     | Wijaleta Skwarzowa     | BLR  | 14,35     |
| 5     | Paraskevi Papachristou | GRE  | 14,31     |
| 6     | Kristiina Mäkelä       | FIN  | 14,23 SB  |
| 7     | Senni Salminen         | FIN  | 14,14     |
| 8     | Neja Filipič           | SLO  | 14,02     |

Halleneuropameisterin 2019:  Ana Peleteiro (14,73 m)
Nicht im Finale u. a.:  Jessie Maduka (Platz 15 in der Qualifikation mit 13,50 m)

### Kugelstoßen
| Platz | Athletin            | Land | Weite (m) |
| ----- | ------------------- | ---- | --------- |
| 1     | Auriol Dongmo       | POR  | 19,34     |
| 2     | Fanny Roos          | SWE  | 19,29 NR  |
| 3     | Christina Schwanitz | GER  | 19,04     |
| 4     | Aljona Dubizkaja    | BLR  | 18,86 SB  |
| 5     | Jessica Schilder    | NED  | 18,69 PB  |
| 6     | Sara Gambetta       | GER  | 18,34     |
| 7     | María Belén Toimil  | ESP  | 18,01     |
| 8     | Markéta Červenková  | CZE  | 17,75     |

Halleneuropameisterin 2019:  Radoslawa Mawrodiewa (19,12 m)
 María Belén Toimil stellte in der Qualifikation mit 18,64 m einen neuen Landesrekord auf.
Nicht im Finale u. a.:  Katharina Maisch (Platz 10 in der Qualifikation mit 17,93 m)

### Fünfkampf
| Platz | Athletin         | Land | Punkte  |
| ----- | ---------------- | ---- | ------- |
| 1     | Nafissatou Thiam | BEL  | 4904 WL |
| 2     | Noor Vidts       | BEL  | 4791 PB |
| 3     | Xénia Krizsán    | HUN  | 4644 PB |
| 4     | Ivona Dadic      | AUT  | 4587 SB |
| 5     | Holly Mills      | GBR  | 4517    |
| 6     | Rita Nemes       | HUN  | 4486    |
| 7     | Paulina Ligarska | POL  | 4484 PB |
| 8     | Célia Perron     | FRA  | 4310    |
| 9     | Adrianna Sułek   | POL  | 4231    |
| 10    | Nadine Broersen  | NED  | 3556    |
|       | María Vicente    | ESP  | DNF     |
|       | Annik Kälin      | SUI  | DNF     |

Halleneuropameisterin 2019:  Katarina Johnson-Thompson (4938 Punkte)
 Annik Kälin musste nach der ersten Disziplin auf Rang 2 liegend mit Rückenproblemen aufgeben, nachdem sie eine Hürde touchiert hatte.

## Ergebnisse Männer

### 60 m
| Platz | Athlet              | Land | Zeit (s)   |
| ----- | ------------------- | ---- | ---------- |
| 1     | Marcell Jacobs      | ITA  | 6,47 WL NR |
| 2     | Kevin Kranz         | GER  | 6,60       |
| 3     | Ján Volko           | SVK  | 6,61       |
| 4     | Andrew Robertson    | GBR  | 6,63       |
| 5     | Carlos Nascimento   | POR  | 6,65       |
| 6     | Remigiusz Olszewski | POL  | 6,66       |
| 7     | Karl Erik Nazarov   | EST  | 6,67       |
| 8     | Kojo Musah          | DEN  | 6,68       |

Halleneuropameister 2019:  Ján Volko (6,60 s)
 Karl Erik Nazarov stellte im Halbfinale mit 6,62 s einen neuen Landesrekord auf.
Im Halbfinale ausgeschieden u. a.:  Michael Pohl (6,67 s),  Julian Wagner (6,68 s)
In den Vorläufen ausgeschieden u. a.:  Pascal Mancini (6,73 s),  William Reais (6,74 s),  Markus Fuchs (6,77 s)

### 400 m
| Platz | Athlet              | Land | Zeit (s) |
| ----- | ------------------- | ---- | -------- |
| 1     | Óscar Husillos      | ESP  | 46,22 SB |
| 2     | Tony van Diepen     | NED  | 46,25    |
| 3     | Liemarvin Bonevacia | NED  | 46,30    |
| 4     | Carl Bengtström     | SWE  | 46,42    |
| 5     | Jochem Dobber       | NED  | 46,82    |
| 6     | Luka Janežič        | SLO  | 47,22    |

Halleneuropameister 2019:  Karsten Warholm (45,05 s)
Im Halbfinale ausgeschieden u. a.:  Ricky Petrucciani (46,72 s PB und U23-Landesrekord),  Marvin Schlegel (47,02 s)
In den Vorläufen ausgeschieden u. a.:  Henrik Krause (47,39 s),  Charles Devantay (47,77 s),  Filippo Moggi (47,85 s)

### 800 m
| Platz | Athlet                | Land | Zeit (min) |
| ----- | --------------------- | ---- | ---------- |
| 1     | Patryk Dobek          | POL  | 1:46,81 PB |
| 2     | Mateusz Borkowski     | POL  | 1:46,90    |
| 3     | Jamie Webb            | GBR  | 1:46,95    |
| 4     | Adam Kszczot          | POL  | 1:47,23    |
| 5     | Amel Tuka             | BIH  | 1:47,37    |
| 6     | Pierre-Ambroise Bosse | FRA  | 1:50,13    |

Halleneuropameister 2019:  Álvaro de Arriba (1:46,83 min)
Im Halbfinale ausgeschieden u. a.:  Christoph Kessler (1:49,46 min)
In den Vorläufen ausgeschieden u. a.:  Oskar Schwarzer (1:50,09 min),  Marc Reuther (1:50,98 min)

### 1500 m
| Platz | Athlet             | Land | Zeit (min) |
| ----- | ------------------ | ---- | ---------- |
| 1     | Jakob Ingebrigtsen | NOR  | 3:37,56    |
| 2     | Marcin Lewandowski | POL  | 3:38,06    |
| 3     | Jesús Gómez        | ESP  | 3:38,47    |
| 4     | Ignacio Fontes     | ESP  | 3:39,66    |
| 5     | Piers Copeland     | GBR  | 3:39,99    |
| 6     | Michał Rozmys      | POL  | 3:40,11    |
| 7     | Andrew Coscoran    | IRL  | 3:40,38    |
| 8     | István Szögi       | HUN  | 3:40,40    |

Halleneuropameister 2019:  Marcin Lewandowski (3:42,85 min)
Nicht im Finale u. a.:  Karl Bebendorf (3:41,29 min),  Homiyu Tesfaye (3:42,59 min),  Marius Probst (3:44,63 min)
Die favorisierten Marcin Lewandowski und Jakob Ingebrigtsen bestimmten von Beginn an das Geschehen und konnten sich bereits nach knapp 500 Metern von der Spitze des Feldes absetzen. Ingebrigtsen lief das Rennen auch auf den letzten Metern von vorn und überquerte als Erster die Ziellinie, wurde jedoch kurz nach dem Rennen disqualifiziert, weil er die Innenbahn betreten hatte. Der seitens Norwegen dagegen eingelegte Protest wurde bis in die Nacht diskutiert und erst nach Mitternacht entschieden mit dem Ergebnis, dass Ingebrigtsen von einem anderen Athleten geschubst worden war, sich durch das Übertreten keinen Vorteil verschafft und der Vorfall keinen Einfluss auf das Rennen und auf das Ergebnis gehabt habe. Somit erhielt Ingebrigtsen doch die Goldmedaille.

### 3000 m
| Platz | Athlet             | Land | Zeit (min) |
| ----- | ------------------ | ---- | ---------- |
| 1     | Jakob Ingebrigtsen | NOR  | 7:48,20 PB |
| 2     | Isaac Kimeli       | BEL  | 7:49,41    |
| 3     | Adel Mechaal       | ESP  | 7:49,47    |
| 4     | Mohamed Katir      | ESP  | 7:49,72    |
| 5     | Narve Gilje Nordås | NOR  | 7:50,21 PB |
| 6     | Hugo Hay           | FRA  | 7:51,82    |
| 7     | Andrew Butchart    | GBR  | 7:52,15    |
| 8     | Jimmy Gressier     | FRA  | 7:52,43    |
| 9     | Jack Rowe          | GBR  | 7:53,47 SB |
| 10    | Marcel Fehr        | GER  | 7:54,48    |
| 11    | Seán Tobin         | IRL  | 7:58,11    |
| 12    | Robin Hendrix      | BEL  | 7:59,86    |

Halleneuropameister 2019:  Jakob Ingebrigtsen (7:56,15 min)
Nicht im Finale u. a.:  Andreas Vojta (7:53,07 min),  Jonas Raess (7:57,37 min)

### 60 m Hürden
| Platz | Athlet            | Land | Zeit (s) |
| ----- | ----------------- | ---- | -------- |
| 1     | Wilhem Belocian   | FRA  | 7,42 EL  |
| 2     | Andrew Pozzi      | GBR  | 7,43 =PB |
| 3     | Paolo Dal Molin   | ITA  | 7,56     |
| 4     | Asier Martínez    | ESP  | 7,60 PB  |
| 5     | Aurel Manga       | FRA  | 7,63     |
| 6     | Damian Czykier    | POL  | 7,63     |
| 7     | Koen Smet         | NED  | 7,73     |
| 8     | Franck Brice Koua | ITA  | 7,76     |

Halleneuropameister 2019:  Milan Traikovits (7,60 s)

### 4 × 400 m Staffel
| Platz | Land                   | Athleten                                                        | Zeit (min)    |
| ----- | ---------------------- | --------------------------------------------------------------- | ------------- |
| 1     | Niederlande            | Jochem Dobber Liemarvin Bonevacia Ramsey Angela Tony van Diepen | 3:06,06 EL NR |
| 2     | Tschechien             | Vít Müller Pavel Maslák Michal Desenský Patrik Šorm             | 3:06,54       |
| 3     | Vereinigtes Königreich | Joe Brier Owen Smith James Williams Lee Thompson                | 3:06,70       |
| 4     | Belgien                | Alexander Doom Jonathan Borlée Dylan Borlée Kevin Borlée        | 3:06,96       |
| 5     | Italien                | Edoardo Scotti Robert Grant Brayan Lopez Vladimir Aceti         | 3:07,37       |

Halleneuropameister 2019:  Belgien (3:06,27 min; Julien Watrin, Dylan Borlée, Jonathan Borlée, Kevin Borlée)

### Hochsprung
| Platz | Athlet             | Land | Höhe (m) |
| ----- | ------------------ | ---- | -------- |
| 1     | Maksim Nedassekau  | BLR  | 2,37 WL  |
| 2     | Gianmarco Tamberi  | ITA  | 2,35 =SB |
| 3     | Thomas Carmoy      | BEL  | 2,26     |
| 4     | Tobias Potye       | GER  | 2,26 =PB |
| 5     | Adrijus Glebauskas | LTU  | 2,23     |
| 5     | Dmytro Nikitin     | UKR  | 2,23     |
| 7     | Mateusz Przybylko  | GER  | 2,19     |
| 8     | Dániel Jankovics   | HUN  | 2,19     |

Halleneuropameister 2019:  Gianmarco Tamberi (2,32 m)
Nicht im Finale u. a.:  Jonas Wagner (2,16 m; Platz 11 in der Qualifikation)

### Stabhochsprung
| Platz | Athlet               | Land | Höhe (m) |
| ----- | -------------------- | ---- | -------- |
| 1     | Armand Duplantis     | SWE  | 6,05 CR  |
| 2     | Valentin Lavillenie  | FRA  | 5,80 =PB |
| 3     | Piotr Lisek          | POL  | 5,80 =SB |
| 4     | Oleg Zernikel        | GER  | 5,70     |
| 5     | Ersu Şaşma           | TUR  | 5,70     |
| 6     | Menno Vloon          | NED  | 5,70     |
| 7     | Robert Sobera        | POL  | 5,50     |
| –     | Bo Kanda Lita Baehre | GER  | NM       |

Halleneuropameister 2019:  Paweł Wojciechowski (5,90 m)
Nicht im Finale u. a.:  Torben Blech (5,60 m; Platz 9 in der Qualifikation)
Nach seinem erfolgreichen Sprung über 6,05 m ließ Armand Duplantis die Latte auf eine Höhe von 6,19 m legen, was einen neuen Weltrekord bedeutet hätte, allerdings scheiterte er in drei Versuchen.

### Weitsprung
| Platz | Athlet                | Land | Weite (m) |
| ----- | --------------------- | ---- | --------- |
| 1     | Miltiadis Tendoglou   | GRE  | 8,35 WL   |
| 2     | Thobias Montler       | SWE  | 8,31 NR   |
| 3     | Kristian Pulli        | FIN  | 8,24 NR   |
| 4     | Wladyslaw Masur       | UKR  | 8,14 PB   |
| 5     | Maximilian Entholzner | GER  | 7,87      |
| 6     | Lazar Anić            | SRB  | 7,81      |
| 7     | Jacob Fincham-Dukes   | GBR  | 7,79      |
| 8     | Gabriel Bitan         | ROM  | 7,72      |

Halleneuropameister 2019:  Miltiadis Tendoglou (8,38 m)

### Dreisprung
| Platz | Athlet               | Land | Weite (m) |
| ----- | -------------------- | ---- | --------- |
| 1     | Pedro Pablo Pichardo | POR  | 17,30     |
| 2     | Alexis Copello       | AZE  | 17,04 SB  |
| 3     | Max Heß              | GER  | 17,01 SB  |
| 4     | Tobia Bocchi         | ITA  | 16,65     |
| 5     | Lewon Aghasjan       | ARM  | 16,55 SB  |
| 6     | Jesper Hellström     | SWE  | 16,45     |
| 7     | Dimitris Tsiamis     | GRE  | 16,40     |
| 8     | Adrian Świderski     | POL  | 16,36     |

Halleneuropameister 2019:  Nazim Babayev (17,29 m)

### Kugelstoßen
| Platz | Athlet           | Land | Weite (m) |
| ----- | ---------------- | ---- | --------- |
| 1     | Tomáš Staněk     | CZE  | 21,62 SB  |
| 2     | Michał Haratyk   | POL  | 21,47     |
| 3     | Filip Mihaljević | CRO  | 21,31     |
| 4     | Francisco Belo   | POR  | 21,28 NR  |
| 5     | Wictor Petersson | SWE  | 20,75     |
| 6     | Armin Sinančević | SRB  | 20,74     |
| 7     | Marcus Thomsen   | NOR  | 20,28     |
| 8     | Mesud Pezer      | BIH  | 19,77     |

Halleneuropameister 2019:  Michał Haratyk (21,65 m)

### Siebenkampf
| Platz | Athlet           | Land | Punkte  |
| ----- | ---------------- | ---- | ------- |
| 1     | Kevin Mayer      | FRA  | 6392 WL |
| 2     | Jorge Ureña      | ESP  | 6158    |
| 3     | Paweł Wiesiołek  | POL  | 6133 PB |
| 4     | Rik Taam         | NED  | 6111 PB |
| 5     | Risto Lillemets  | EST  | 6055    |
| 6     | Andreas Bechmann | GER  | 5995    |
| 7     | Dario Dester     | ITA  | 5835    |
| 8     | Darko Pešić      | MNE  | 5824    |

Halleneuropameister 2019:  Jorge Ureña (6218 Punkte)